# Stefanos Kotsolīs
Stefanos Kotsolīs (in greco: Στέφανος Κοτσόλης; Atene, 6 maggio 1979) è un ex calciatore greco, di ruolo portiere.

## Carriera

### Club
Ha cominciato la carriera professionistica nella squadra greca del Panathinaikos. Nella 2003-2004 vince il campionato e la Coppa di Grecia 2004.
Nel 2005 passa al Larissa, dove trova Nikos Dabizas e Stylianos Venetidīs ed insieme portano la loro squadra a vincere la seconda Coppa di Grecia.
Nell'estate 2010 passa nell'Omonia Nicosia, qui ritrova Michalīs Kōnstantinou, già compagno di squadra nel Panathīnaïkos e vince campionato cipriota, permettendo alla squadra di vincere il titolo a distanza di sette anni dall'ultima volta.
Nel 2011 passa nuovamente al Panathīnaïkos e nell'estate 2011 con il passaggio di Alexandros Tzorvas al Palermo viene promosso titolare dei leoni verdi.
Il 26 aprile 2014 vince la sua terza Coppa di Grecia con il Panathīnaïkos giocando la finale contro il PAOK Salonicco.

### Nazionale
Nel 2005 fa il suo debutto nella nazionale maggiore; per alcuni anni è comunque chiuso da Antōnīs Nikopolidīs, Alexandros Tzorvas, Michalīs Sīfakīs. Nel 2011 con l'approdo di Fernando Santos come allenatore della nazionale, Kostolis viene richiamato in squadra.

## Statistiche

### Presenze e reti nei club
Statistiche aggiornate al 14 gennaio 2016.
| Stagione             | Squadra              | Campionato           | Campionato | Campionato | Coppe nazionali | Coppe nazionali | Coppe nazionali | Coppe continentali | Coppe continentali | Coppe continentali | Altre coppe | Altre coppe | Altre coppe | Totale | Totale |
| Stagione             | Squadra              | Comp                 | Pres       | Reti       | Comp            | Pres            | Reti            | Comp               | Pres               | Reti               | Comp        | Pres        | Reti        | Pres   | Reti   |
| -------------------- | -------------------- | -------------------- | ---------- | ---------- | --------------- | --------------- | --------------- | ------------------ | ------------------ | ------------------ | ----------- | ----------- | ----------- | ------ | ------ |
| 2005-2006            | Larissa              | AE                   | 27         | -32        | CG              | 7               | -4              | -                  | -                  | -                  | -           | -           | -           | 34     | -36    |
| 2006-2007            | Larissa              | SL                   | 25         | -30        | CG              | 5               | -3              | Int                | -                  | -                  | -           | -           | -           | 30     | -33    |
| 2007-2008            | Larissa              | SL                   | 17         | -17        | CG              | 3               | -5              | CU                 | 5                  | -9                 | -           | -           | -           | 36     | 2      |
| 2008-2009            | Larissa              | SL                   | 30+1       | -26 + -3   | CG              | 1               | 0               | -                  | -                  | -                  | -           | -           | -           | 32     | -29    |
| Totale Larissa       | Totale Larissa       | Totale Larissa       | 99+1       | -105 + -3  |                 | 16              | -12             |                    | 5                  | -9                 |             | -           | -           | 121    | -129   |
| 2009-2010            | Omonia               | AK                   | 15         | -11        | CC              | 1               | -2              | UEL                | 4                  | -4                 | -           | -           | -           | 20     | -17    |
| gen.-giu. 2011       | Panathinaikos        | SL                   | 1+1        | -1 + -0    | CG              | 0               | 0               | UCL                | -                  | -                  | -           | -           | -           | 2      | -1     |
| 2011-2012            | Panathinaikos        | SL                   | 3          | -1         | CG              | 0               | 0               | UCL+UEL            | 0+1                | -1                 | -           | -           | -           | 4      | -2     |
| 2012-2013            | Panathinaikos        | SL                   | 0          | 0          | CG              | 1               | 0               | UCL+UEL            | 0                  | 0                  | -           | -           | -           | 1      | 0      |
| 2013-2014            | Panathinaikos        | SL                   | 6+1        | -5 + -1    | CG              | 9               | -4              | -                  | -                  | -                  | -           | -           | -           | 16     | -10    |
| 2014-2015            | Panathinaikos        | SL                   | 4+2        | -5 + -2    | CG              | 3               | -3              | UCL+UEL            | 2+5                | -2 + -8            | -           | -           | -           | 16     | -20    |
| 2015-2016            | Panathinaikos        | SL                   | 0          | 0          | CG              | 5               | -4              | UCL+UEL            | 2+0                | -4                 | -           | -           | -           | 7      | -8     |
| Totale Panathinaikos | Totale Panathinaikos | Totale Panathinaikos | 14+4       | -12 + -3   |                 | 18              | -11             |                    | 10                 | -15                |             | -           | -           | 46     | -41    |
| Totale carriera      | Totale carriera      | Totale carriera      | 128+4      | -128 + -6  |                 | 35              | -25             |                    | 19                 | -28                |             | -           | -           | 187    | -187   |

### Cronologia presenze e reti in nazionale
| Cronologia completa delle presenze e delle reti in nazionale ― Grecia | Cronologia completa delle presenze e delle reti in nazionale ― Grecia | Cronologia completa delle presenze e delle reti in nazionale ― Grecia | Cronologia completa delle presenze e delle reti in nazionale ― Grecia | Cronologia completa delle presenze e delle reti in nazionale ― Grecia | Cronologia completa delle presenze e delle reti in nazionale ― Grecia | Cronologia completa delle presenze e delle reti in nazionale ― Grecia | Cronologia completa delle presenze e delle reti in nazionale ― Grecia |
| Data                                                                  | Città                                                                 | In casa                                                               | Risultato                                                             | Ospiti                                                                | Competizione                                                          | Reti                                                                  | Note                                                                  |
| --------------------------------------------------------------------- | --------------------------------------------------------------------- | --------------------------------------------------------------------- | --------------------------------------------------------------------- | --------------------------------------------------------------------- | --------------------------------------------------------------------- | --------------------------------------------------------------------- | --------------------------------------------------------------------- |
| 16-11-2005                                                            | Il Pireo                                                              | Grecia                                                                | 2 – 1                                                                 | Ungheria                                                              | Amichevole                                                            | -1                                                                    | 74’                                                                   |
| 25-1-2006                                                             | Riyad                                                                 | Arabia Saudita                                                        | 1 – 1                                                                 | Grecia                                                                | Amichevole                                                            | -1                                                                    | 46’                                                                   |
| 1-3-2006                                                              | Nicosia                                                               | Grecia                                                                | 2 – 0                                                                 | Kazakistan                                                            | Amichevole                                                            | -                                                                     | 46’                                                                   |
| 5-2-2008                                                              | Nicosia                                                               | Grecia                                                                | 1 – 0                                                                 | Rep. Ceca                                                             | Amichevole                                                            | -                                                                     | 46’                                                                   |
| 7-6-2011                                                              | New York                                                              | Ecuador                                                               | 1 – 1                                                                 | Grecia                                                                | Amichevole                                                            | -1                                                                    |                                                                       |
| Totale                                                                |                                                                       | Presenze                                                              | 5                                                                     |                                                                       | Reti                                                                  | -3                                                                    |                                                                       |

## Palmarès

### Club
- Campionato greco: 1

Panathinaikos: 2003-2004
- Coppa di Grecia: 3

Panathinaikos: 2003-2004, 2013-2014
Larissa: 2006-2007
- Campionato cipriota: 1

Omonia Nicosia: 2009-2010